# Фудбалска репрезентација Кипра
Фудбалска репрезентација Кипра је фудбалски тим који представља Кипар на међународним такмичењима. Утакмице као домаћин игра на стадиону Антонис Пападопулос у Ларнаки.
Кипарски национални фудбалски тим се никада није квалификовао на завршни турнир Светског првенства или Европског првенства.

## Стадион
Кипар тренутно домаће утакмице игра на стадиону Антонис Пападопулос у Ларнаки. Домаће утакмице су се раније играле на различитим стадионима широм земље. До 1974. Кипар је користио или стари ГСП стадион у Никозији или ГСЕ стадион у Фармагусти. Након Турске инвазије Кипра, неки мечеви су играни на Тсирион стадиону у Лимасолу и на стадиону Макарио у Никозији. 1999. године је изградња новог ГСП стадиона у Никозији обезбедила нови дом за национални тим, међутим у 2008, промена спонозора је приморала репрезентацију да квалификације за Светско првенство 2010. игра на стадиону Антонис Пападопулос.

## Укупни резултати
Од 8. јула 2009.
| Такмичење                           | ИГ  | Д  | Н  | ИЗ  | ГД  | ГП  |
| ----------------------------------- | --- | -- | -- | --- | --- | --- |
| Квалификације за Светско првенство  | 90  | 10 | 9  | 71  | 66  | 259 |
| квалификације за Европско првенство | 86  | 12 | 12 | 62  | 60  | 231 |
| Пријатељске                         | 101 | 32 | 26 | 42  | 118 | 146 |
| УКУПНО                              | 277 | 54 | 47 | 176 | 244 | 636 |

ИГ = Играо утакмица; Д = Добио; Н = Нерешио; ИЗ = Изгубио; ГД = Голова дао; ГП = Голова примио

## Успеси

### Светска првенства
| Година       | Коло                  |
| ------------ | --------------------- |
| 1930 до 1954 | Није учествовала      |
| 1958         | Повукла се            |
| 1962 до 2022 | Није се квалификовала |
| Укупно       | 0/22                  |

### Европска првенства
| Година       | Коло                  |
| ------------ | --------------------- |
| 1960         | Није учествовала      |
| 1964         | Није учествовала      |
| 1968 до 2024 | Није се квалификовала |
| Укупно       | 0/17                  |

### Лига нација
| Рекорди у УЕФА Лиги нација | Рекорди у УЕФА Лиги нација | Рекорди у УЕФА Лиги нација | Рекорди у УЕФА Лиги нација | Рекорди у УЕФА Лиги нација | Рекорди у УЕФА Лиги нација | Рекорди у УЕФА Лиги нација | Рекорди у УЕФА Лиги нација | Рекорди у УЕФА Лиги нација | Рекорди у УЕФА Лиги нација | Рекорди у УЕФА Лиги нација |
| Сезона                     | Лига                       | Група                      | ИГ                         | П                          | Н                          | И                          | ГД                         | ГП                         | П/И                        | Поз.                       |
| -------------------------- | -------------------------- | -------------------------- | -------------------------- | -------------------------- | -------------------------- | -------------------------- | -------------------------- | -------------------------- | -------------------------- | -------------------------- |
| 2018/19.                   | Ц                          | 3                          | 6                          | 1                          | 2                          | 3                          | 5                          | 9                          | Same position              | 36.                        |
| 2020/21.                   | Ц                          | 1                          | 8                          | 2                          | 2                          | 4                          | 4                          | 10                         | Same position              | 46.                        |
| 2022/23.                   | Ц                          | 2                          | 6                          | 1                          | 2                          | 3                          | 4                          | 12                         | Same position              | 45.                        |
| Укупно                     | Укупно                     | Укупно                     | 20                         | 4                          | 6                          | 10                         | 15                         | 41                         |                            |                            |

## Селектори
| Тренер                | Каријера        |
| --------------------- | --------------- |
| Ангелос Анастасијадис | 2004 - тренутно |
| Момчило Вукотић       | 2001 - 2004     |
| Ставрос Пападопулос   | 1999 - 2001     |
| Паникос Георгиу       | 1997 - 1999     |
| Андреас Мишхаелидес   | 1991 - 1997     |
| Паникос Јакову        | 1984 - 1991     |
| Васил Спасов          | 1982 - 1984     |
| Костас Талијанос      | 1977 - 1982     |
| Паникос Кристалис     | 1976 - 1977     |
| Памбос Аврамидис      | 1972 - 1976     |
| Сима Милованов        | 1972            |
| Реј Вуд               | 1969 - 1971     |
| Памбис Аврамидис      | 1968 - 1969     |
| Аргириос Гавалас      | 1960 - 1967     |
| Ђула Женгелер         | 1958 - 1959     |

## Рекорди играча
Ажурирано 11. октобра 2021.
| # | Име                       | Наступи | Голови | Каријера  |
| - | ------------------------- | ------- | ------ | --------- |
| 1 | Јанис Окас                | 103     | 27     | 1997—2011 |
| 2 | Константинос Чараламбидис | 93      | 12     | 2003—2017 |
| 3 | Михалис Константину       | 84      | 32     | 1997—2012 |
| 4 | Памбос Питас              | 82      | 7      | 1987—1999 |
| 5 | Константинос Макридес     | 77      | 5      | 2004—2016 |

| # | Име                       | Голови | Наступи | Каријера   |
| - | ------------------------- | ------ | ------- | ---------- |
| 1 | Михалис Константину       | 32     | 86      | 1997—2012  |
| 2 | Јанис Окас                | 27     | 103     | 1997—2011  |
| 3 | Константинос Чараламбидис | 12     | 93      | 2003—2017  |
| 4 | Пијерос Сотирију          | 10     | 47      | 2012—данас |
| 4 | Ефстатиос Алонефтис       | 10     | 62      | 2005—2017  |